# Nihil novum sub sole

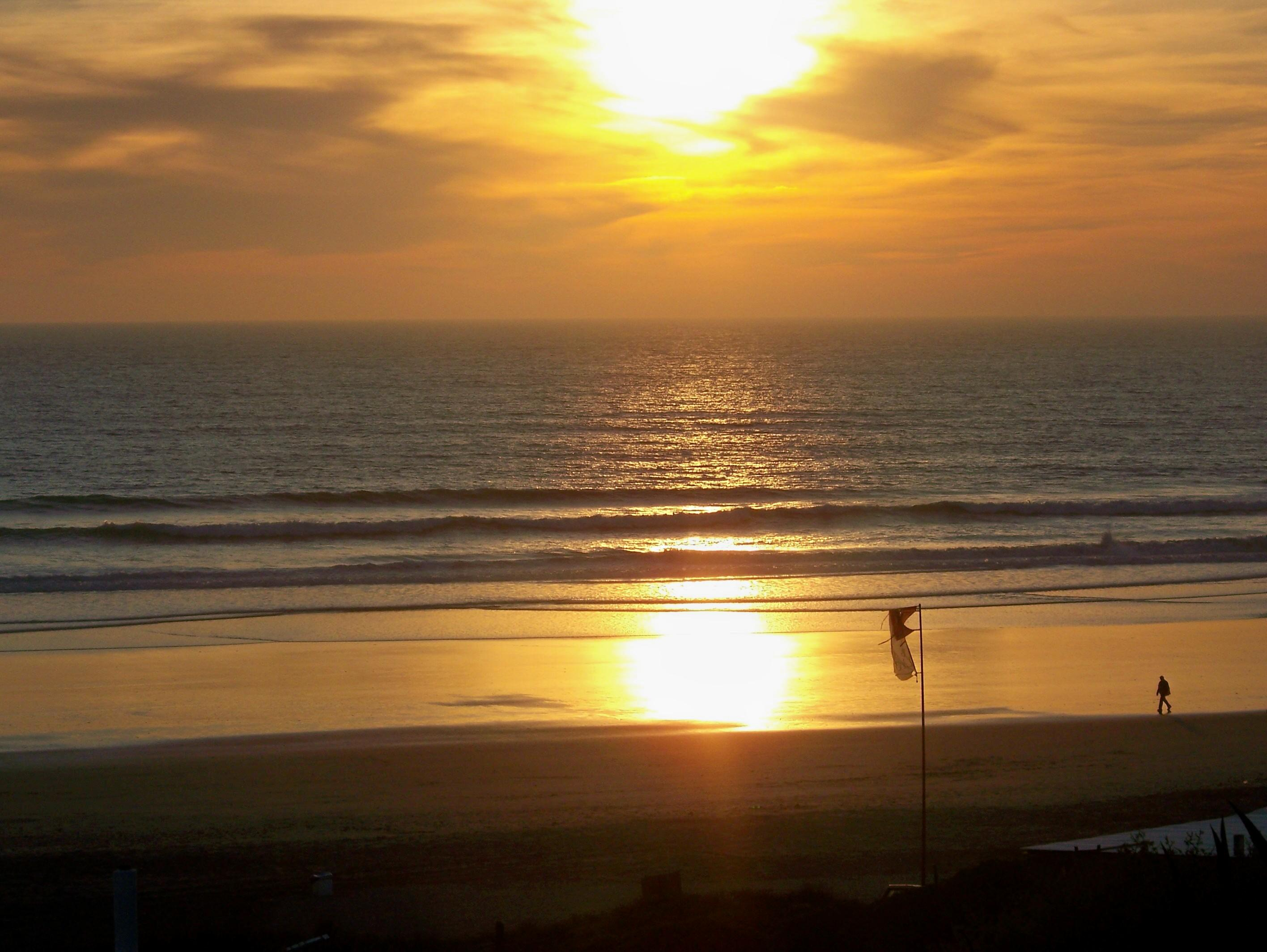
"No hi ha res nou sota el sol".

Nihil novum sub sole és una frase llatina que significa "no hi ha res nou sota el sol", en el sentit que tot està inventat i no es pot innovar de manera significativa. Apareix per primer cop en la traducció de l'Eclesiastès i històricament s'ha interpretat en clau pessimista: és vanitat pensar que es pot pensar un problema que abans no s'hagi reflexionat i els patiments humans són universals. També s'usa modernament per reivindicar el llegat de la tradició cultural, totes les obres artístiques beuen de les anteriors. Apareix com a tòpic literari per indicar la permanència malgrat el pas del temps i com les generacions de cada època repeteixen la vida de les precedents.